# Егоров, Валерий Петрович
Валерий Петрович Егоров (9 декабря 1956, Курск — 25 августа 2023, Курск) — советский и российский театральный актёр. Заслуженный артист Российской Федерации (1993), Народный артист Российской Федерации (2009).

## Биография
Родился 9 декабря 1956 года в Курске.
С 13 лет начал играть в театре юного зрителя.
В 1978 году окончил Воронежский театральный институт (курс В. В. Тополаги), а в этом же году с 1978-го по 2000-й служил в Челябинском театре детей и молодёжи, сыграв ряд ролей в спектаклях для детей и взрослых.
С 2000 по 2023 год служил в Курском театре имени Пушкина.
Скончался 25 августа 2023 года в родном Курске после продолжительной болезни.
Был похоронен 28 августа 2023 года.

## Награды и звания
- Заслуженный артист Российской Федерации (1993)
- Народный артист Российской Федерации (2009)